# NGC 3835A
NGC 3835A is een spiraalvormig sterrenstelsel in het sterrenbeeld Grote Beer. Het hemelobject werd op 14 april 1831 ontdekt door de Britse astronoom John Herschel.

## Synoniemen
- UGC 6762
- MCG 10-17-68
- ZWG 292.29
- IRAS 11447+6034
- SBS 1144+605
- PGC 36776